# Rob de Pijper
Rob de Pijper (Breukelen, 21 april 1976) is een Nederlandse handbaltrainer en voormalige handballer. Hij kwam meermaals uit voor het nationaal team en speelde bij verschillende handbalclubs in Nederland en Duitsland. Na zijn actieve handbalcarrière werd hij trainer bij enkele Duitse handbalverenigingen.